# ريتشارد ماكيفوي
ريتشارد ماكيفوي (بالإنجليزية: Richard McEvoy)‏ هو لاعب غولف بريطاني، ولد في 13 يونيو 1979 في Shoeburyness ‏ في المملكة المتحدة.

## وصلات خارجية
- ريتشارد ماكيفوي على موقع رابطة أوروبا للاعبي الغولف المحترفين (الإنجليزية)
- ريتشارد ماكيفوي على موقع التصنيف العالمي الرسمي للغولف (الإنجليزية)